# Adit-Nunatak
Der Adit-Nunatak ist ein 800 m hoher Nunatak, der 5 km westnordwestlich des Mount Alibi an der Nordflanke des Leppard-Gletscher im Grahamland auf der Antarktischen Halbinsel aufragt.
Kartiert wurde er 1955 vom Falkland Islands Dependencies Survey. Das UK Antarctic Place-Names Committee benannte ihn so, weil er zum Zeitpunkt der Benennung im Jahr 1957 den Zugang (englisch: adit) zum bis dahin unkartierten Gebiet zwischen dem Leppard- und dem Flask-Gletscher markierte.